# Lakianjärvi
Lakianjärvi eller Lakenjärvi är en sjö i Finland. Den ligger i kommunen Nyslott i landskapet Södra Savolax, i den sydöstra delen av landet, 300 km nordost om huvudstaden Helsingfors. Lakianjärvi ligger 76,5 meter över havet. Arean är 3,17 kvadratkilometer och strandlinjen är 15,87 kilometer lång. Sjön  ingår i Vuoksens huvudavrinningsområde.   I omgivningarna runt Lakianjärvi växer i huvudsak blandskog. Den sträcker sig 4,0 kilometer i nord-sydlig riktning, och 2,0 kilometer i öst-västlig riktning.
I övrigt finns följande i Lakianjärvi:
- Antinsaari (en ö)
- Kurkisaari (en ö)